# Ради ребёнка
«Ради ребёнка» (англ. Battling For Baby) — телефильм.

## Сюжет
Пианистку Мэри можно назвать виртуозом своего дела. Зрители концертных залов со всего мира рукоплескали ей. Восхищался ей и её хороший друг Аллен, которого она решила взять с собой в поездку к своей дочери Кэтрин, недавно вышедшую замуж. Когда они приезжают, то узнают шокирующую новость: Кэтрин беременна.
Спустя некоторое время у молодой пары родился ребёнок. Их родители, мать жены и мать сына, были когда-то старыми и лучшими подругами, но брак детей их рассорил. Когда же родился наследник, бабушки начали настоящее сражение за него.

## В ролях
- Сюзанн Плешетт — Мэри Петерс
- Дебби Рейнольдс — Хелен
- Кортни Кокс — Кэтрин
- Джон Тэрлески — Филлип
- Ли Лоусон — Аллен